# Regionalna agencija za razvoj istočne Srbije
Regionalna agencija za razvoj istočne Srbije formirana je 2007. godine na osnovu inicijative koja je došla od samih osnivača iz istočne Srbije.
RARIS funkcioniše kao društvo sa ograničenom odgovornošću d.o.o. koje ne deli dobit. Skupština je sastavljena tako da uključi sve sektore javnog života: javni sektor, poslovni, i sektor civilnog društva. Svi osnivači imaju proporcionalan broj glasova u Skupštini RARIS-a prema sopstvenom učešću.

## Osnivači RARIS - a
- Gradovi: Zaječar i Bor
- Opštine: Majdanpek, Kladovo, Boljevac, Knjaževac, Sokobanja i Negotin
- Regionalna privredna komora Zaječar[2],
- Preduzeće za puteve Zaječar,
- NVO “Timočki klub”,[3]
- Fakultet za menadžment[4], Zaječar.

Cilj RARIS – a je podrška razvojnim inicijativama koje se zasnivaju na institucionalnom povezivanju i partnerstvu koji vode ka održivom razvoju istočne Srbije.
RARIS ima mali tim sačinjen od ljudi sa velikim iskustvom na sličnim poslovima, sa širokim spektrom znanja koje će omogućiti pokrivanje široke lepeze programa.. RARIS usaglašava svoje aktivnosti sa osnivačima kroz redovne kontakte sa opštinskim Kancelarijama za lokalni ekonomski razvoj čije je osnivanje RARIS i inicirao i pomogao. RARIS ima izuzetnu saradnju sa više Ministarstava, domaćih institucija i organizacija.
04. maja 2011. godine, na osnovu Zakona o regionalnom razvoju, RARIS je postao prva akreditovana agencija za regionalni razvoj u Srbiji.

## Aktivnosti
Pružanje podrške međuopštinskoj saradnji - RARIS vodi regionalne radne grupe koje su odgovorne za međuopštinsku saradnju u sledećim oblastima:
- Regionalni koordinacioni odbor za upravljanje otpadom;
- Sekretarijat Nacionalnog regionalnog saveta za jugoistočnu Srbiju;
- Radna grupa za međuopštinsku saradnju za vodosnabdevanje;
- Tehnička pomoć za rad četiri međuopštinske radne grupe osnovane u okviru GIZ projekta “Lokalni ekonomski razvoj u istočnoj Srbiji” pod pokroviteljstvom GIZ [7]i SDC[8].

Izrada i sprovođenje Strategije regionalnog razvoja (2011-2018)
Glavni sveobuhvatni regionalni infrastrukturni projekti – vođenje projekta “Halovo” (Regionalno upravljanje otpadom); Prethodna studija izvodljivosti za razvoj gasne infrastrukture u istočnoj Srbiji, Uspostavljanje rečne linije Beograd – Đerdap, itd;
Vodeća uloga u prekograničnoj (član Zajedničke radne grupe za programiranje programa prekogranične saradnje Rumunija - Srbija i Bugarska - Srbija) i transnacionalnoj saradnji;
Obezbeđenje nefinansijske pomoći MSP sektoru u regionu kroz Standardizovani set usluga;
Uspostavljanje regionalne turističke saradnje – jačanje konkurentnosti; teritorijalni marketing i promocija
Promocija mogućnosti investiranja u region
Informisanje šire javnosti putem medija i društvenih mreža o redovnim aktivnostima, subvencijama, grantovima i ostalim mogućnostima za poslovanje
Pomoć opštinama u pripremi i sprovođenju prioritetnih lokalnih projekata;
Podrška osnivanju i radu kancelarija za lokalni ekonomski razvoj;
Aktivna uloga u procesu izrade i implementacije Regionalnog prostornog plana

## Partneri[10]
Glavni partneri RARIS - a:
- Ministarstvo ekonomije – jedna od 16 zvanično akreditovanih agencija za regionalni razvoj
- Ministarstvo poljoprivrede[11] – ruralni razvoj
- Ministarstvo zaštite životne sredine[12] – održivi transport, “PEP” proces
- RAS - Razvojna agencija Srbije[13]
- Ministarstvo za evropske integracije – članovi Zajedničkih radnih grupa za programiranje programa prekogranične saradnje Rumunija - Srbija i Bugarska - Srbija 2014 – 2020
- Stalna konferencija gradova i opština Srbije – SKGO
- NALED – Nacionalna alijansa za lokalni ekonomski razvoj - Memorandum o saradnji
- Evropski pokret u Srbiji[14] - Memorandum o saradnji
- ALDA - Evropska Asocijacija za lokalnu demokratiju - član od
- SARRA - Asocijacija regionalnih razvojnih agencija Srbije[15]
- Jugoistočna razvojna mreža[16]
- Nacionalna mreža za ruralni razvoj[17]

## Projekti[18]
| Naziv projekta | Vreme trajanja projekta                                              |
| Podrška privlačenju direktnih investicija u istočnu Srbiju | 16. decembar 2020 - 05. novembar 2021                                |
| Veštine za poslovanje | 20. oktobar 2020 - 01. septembar 2021                                |
| Program standardizovanog seta usluga za mikro, mala i srednja preduzeća i preduzetnike 2021. godine (SSU): | 01. mart 2021 - 31. decembar 2021.                                   |
| Diaspora Engagement Framework Technical Assistance to RDA and LSGs | 01. avgust 2020 - 31. decembar 2020                                  |
| Održivo korišćenje bioenergije u istočnoj Srbiji | 21. januar 2020 - 31. oktobar 2020.                                  |
| Jačanje kapaciteta za razvoj preduzetničke infrastrukture u istočnoj Srbiji | 05. decembar 2019 - 05. jun 2021                                     |
| GO DIGITAL! https://raris.org/index.php/o-projektu-go-digital | 11. novembar 2019 - 10. novembar 2020                                |
| Inicijativa za zaštitu zemljišta Spin | 17. maj 2019 – 16. avgust 2020                                       |
| Edukacije u funkciji razvoja turizma istočne Srbije | 11. maj 2019 - 30. novembar 2019                                     |
| Program standardizovanog seta usluga za mikro, mala i srednja preduzeća i preduzetnike 2019. godine (SSU) | 01. mart 2019 - 31. decembar 2019.                                   |
| "DIY-ACCEL Piloting of Danube and Ionian Youth Entrepreneurship Acceleration" | 01. januar 2018 - 31. januar 2019                                    |
| "Seed Money Facility - Active Home" | 01. septembar 2018 - 31. maj 2019                                    |
| Regionalna platforma za podršku ruralnom turizmu | 24. oktobar 2018 - 24. jul 2019                                      |
| Jačanje kapaciteta za razvoj turizma u istočnoj Srbiji | 09. maj 2018 - 30. novembar 2018                                     |
| "Transdanube.Pearls" | 01. januar 2017. - 30. jun 2019.                                     |
| "Carpathians Connects" | 13. jul 2017. - 12. januar 2019.                                     |
| Istočna Srbija nastavlja ka EU | 1. septembar 2017 - 30. jun 2018                                     |
| Osnaživanje kompetencija preduzetnika i zaposlenih u turizmu kroz edukacije i treninge | 28. april 2017- 31. decembar 2017                                    |
| Internet marketing centar istočne Srbije | 25. jun 2017 - 25. januar 2018                                       |
| Program standardizovanog seta usluga za mikro, mala i srednja preduzeća i preduzetnike za 2018. godinu (SSU) Program standardizovanog seta usluga za mikro, mala i srednja preduzeća i preduzetnike za 2017. godine (SSU) | 01. mart 2018 - 31. decembar 2018. 01. april 2017- 31. decembar 2017 |
| Program podrške izvozu MMSPP u Rumuniju i Makedoniju | 15. septembar 2017 - 15. mart 2018                                   |
| Regionalna EU Platforma | 01. jun.2016 - 1. jun 2017                                           |
| Program podrške izvozu MSPP u republiku Bugarsku | 20. oktobar 2016 – 01.maj 2017                                       |
| Program standardizovanog seta usluga za mikro, mala i srednja preduzeća i preduzetnike 2016. godine (SSU) | 01. april 2016 - 31. decembar 2016.                                  |
| Eko-turizam Dunava | 01. januar 2016. - 31. jun 2016.                                     |
| Edukacijom do novih regionalnih turističkih proizvoda istočne Srbije | 11. jul 2015. - 28. februar 2016.                                    |
| Program standardizovanog seta usluga za mikro, mala i srednja preduzeća i preduzetnike 2015. godine (SSU) | 08. jul 2015. - 30. novembar 2015.                                   |
| Istočna Srbija na putu ka EU | 01. maj 2015. - 30. april 2016.                                      |
| Mentoring za 100 novoosnovanih i postojećih MSPP i klastere u 2015 godini (Mentoring) | 16. april 2015. - 30. novembar 2015.                                 |
| Aktivna istočna Srbija u procesu pridruživanja EU | 30. maj 2014. - 01. maj 2015.                                        |
| Program standardizovanog seta usluga za mikro, mala i srednja preduzeća i preduzetnike 2014. godine (SSU) | 29. maj 2014. - 31. decembar 2014.                                   |
| Mentoring za 100 novoosnovanih i postojećih malih i srednjih preduzeća i preduzetnika u 2014. godini (Mentoring) | 26. mart 2014. - 30. novembar 2014.                                  |
| HELPING HAND | 03. februar 2014. - 02. februar 2015.                                |
| Mentoring za 100 novoosnovanih i postojećih malih i srednjih preduzeća i preduzetnika u 2013. godini (Mentoring) | 13. maj 2013. - 30. novembar 2013.                                   |
| New informational technologies and tourism products for cross border tourism development – INFOTOURPROD | 23. april 2013. - 22. april 2014.                                    |
| Program standardizovanog seta usluga za mala i srednja preduzeća i preduzetnike 2013. godine (SSU) | 12. mart 2013. - 31. decembar 2013.                                  |
| Tourism Investment Development and Attraction Initiative – TIDA | 22. januar 2013. - 21. januar 2014.                                  |
| Stara Planina – New Network (Knowledge base for planning, problem solving and development) – SMART START | 22. januar 2013. - 21. januar 2014.                                  |
| Sustainable Transport and Mobility in Tourism Regions along the Danube – TRANSDANUBE | 01. oktobar 2012. - 30. septembar 2014.                              |
| Standardization of non-financial business support services in 8 IMCs | 05. april 2012. - 01. novembar 2012.                                 |
| Mentoring za 100 novoosnovanih i postojećih malih i srednjih preduzeća i preduzetnika u 2012. godini (Mentoring) | 02. april 2012. - 30. novembar 2012.                                 |
| Program mera o rasporedu i korišćenju sredstava za programiranje regionalnog razvoja i podrške malim i srednjim preduzećima u preduzetništvu 2012. godini (SSU)                                                           | 28. februar 2012. - 31. decembar 2012.                               |
| Jačanje inovativnih kapaciteta MSP u regionu (GIZ-KWD FA/04/2010) | 06. decembar 2011. - 01. novembar 2012.                              |
| Podrška opštinama u istočnoj Srbiji kroz program certifikacije opština sa povoljnim poslovnim okruženjem faza I, II i III                                                                                                 | 15. novembar 2011. - 15. novembar 2013.                              |
| Održivi turizam u funkciji ruralnog razvoja MDG-F | 10. novembar 2011. - 31. maj 2012.                                   |
| Meeting of EU standards through rural tourism development in Timok region - BE LARGE - Be Local, Act Rural, Grow European                                                                                                 | 01. oktobar 2011. - 30. septembar 2012.                              |
| Zone rasta | 29. jul 2011. - 28. jul 2012.                                        |
| U susret EU standardima u ruralnom turizmu Timočke krajine | 01. jul 2011. - 30. jun 2012.                                        |
| Mentoring za 100 novoosnovanih i postojećih malih i srednjih preduzeća i preduzetnika u 2011. godini (Mentoring) | 17. jun 2011. - 30. novembar 2011.                                   |
| Standardizacija usluga LER kancelarija (GIZ-KWD FA/01/2011) | 03. januar 2011. - 31. septembar 2012.                               |
| Znanjem do turističke konkurentnosti (GIZ-KWD FA/03/2010) | 10. avgust 2010. - 28. februar 2011.                                 |
| Promocija ruralnog turizma istočne Srbije (GIZ-KWD FA/02/2010) | 05. jul 2010. - 15. novembar 2010.                                   |
| Etno baština istočne Srbije (GIZ-KWD FA/02/2010) | 05. jul 2010. - 15. novembar 2010.                                   |
| Održivi turizam u funkciji ruralnog razvoja MDG-F | 10. jun 2010. - 30. oktobar 2010.                                    |
| LOVE (Learning-Opportunities-Vision-Experience) for the Timok region | 01. januar 2010. - 30. jun 2011.                                     |
| Jačanje lokalne samouprave GTZ - SLS (Strengthining Local Self Government) | 07. septembar 2009. - 15. decembar 2009.                             |
| Razvoj gasne infrastrukture u istočnoj Srbiji | 01. april 2009. - 31. decembar 2010.                                 |
| Podrška regionalizaciji u Srbiji – Timočka inicijativa | 01. mart 2009. - 28. februar 2010.                                   |
| Izgradnja regionalne deponije Halovo | 26. avgust 2008. – u toku                                            |
| Operativni grant | 01. jul 2008. - 30. jun 2011.                                        |
| Opštinski ekonomski razvoj u regionu Dunav / istočne Srbije GTZ - KWD (GIZ-KWD) faza I, II i III | 08. april 2008. - 30. oktobar 2016.                                  |
| Strateško planiranje na nivou lokalne zajednice PLA/PRA | 04. decembar 2007. - 31. jul 2008.                                   |
| Izgradnja sistema podrške ruralnom razvoju (Mreža za ruralni razvoj) | 01. decembar 2007. - 15. maj 2011.                                   |
| Povećanje konkurentnosti turizma istočne Srbije | 15. avgust 2007. - 15. avgust 2008.                                  |
| Energija vetra | 24. ju 2007. - 31. decembar 2008.                                    |

## Galerija
- Prostorije Regionalne agencije za razvoj istočne Srbije

## Publikacije[24]
Spisak publikacija koje se mogu naći i online:
1. Evropska dokumenta o regionalnoj autonomiji S.Lilić, M.Vujić, J.Živković, 2009,Niš
2. Studija istraživanja inovativnosti malih i srednjih preduzeća (MSP-a) područja Istočne Srbije
3. Turistički vodič istočne Srbije
4. Regionalna strategija razvoja Timočke krajine
5. Zone rasta – Investicione mogućnosti u okruzima Vidin, Zaječar i Bor
6. Turistička karta istočne Srbije
7. Studija istraživanja inovativnosti malih i srednjih preduzeća (MSP-a) područja Istočne Srbije, 2012
8. Investirajte u Timočku krajinu, 2011
9. Vodič za ruralni turizam
10. Standardne usluge kancelarije za Lokalni ekonomski razvoj - Vodič za opštine sa vizijom, 2012,Beograd
11. Pregled uslova poslovanja i investiranja u istočnoj Srbiji, 2013
12. Vodič za sajamski nastup, 2012
13. Drvna industrija – snaga šume istočne Srbije, 2015
14. Pregled uslova poslovanja u Srbiji/ istočnoj Srbiji, 2015
15. Poljoprivreda i prehrambena industrija – potencijal No 1, 2015
16. Metalski sektor – poslovna mogućnost istočne Srbije, 2015
17. Rečnik projektnih termina, RARIS, 2016.
18. Istočna Srbija – još uvek neotkrivena, 2015
19. Studija - Sektorska analiza izvoznog potencijala MSPP u Republiku Bugarsku
20. Praktikum - Od ideje korak po korak do marketing plana, 2017
21. Sektorska analiza izvoznog potencijala MSPP u Rumuniju_spisak
22. Vodič za izvoz u Republiku Bugarsku, 2017
23. Sektorska analiza izvoznog potencijala MSPP u Makedoniju, 2018
24. Vodič za internet marketing, 2017
25. Vodič za izvoz u Makedoniju, 2018
26. Vodič za izvoz u Republiku Rumuniju, 2018
27. Uloga ARRA u kohezionoj politici, I.Knežević, V.Jeremić, 2018
28. Vodič za izvoz u Republiku Bugarsku, 2018
29. Vodič za zaštitu zemljišta, 2019
30. 10 korisnih saveta za korišćenje IPARD sredstava, 2020
31. Priručnik za uspostavljanje institucionalnih mehanizama za saradnju jedinica lokalnih samouprava sa dijasporom, 2021